# Бранхінекта східна
Бранхінекта східна (Branchinecta orientalis) — вид ракоподібних з родини Branchinectidae.

## Поширення
Від східної Монголії через Тибет, Кашмір, Памір, Афганістан, Іран, північні степи Росії, Валахську та Панонську низовини до Іспанії.
Степова зона України: поблизу Полтави (басейн р. Ворскли), у Херсонській області в Чорноморському БЗ та на прилеглих до нього територіях (Кінбурнський п-ів, Івано-Рибальчанська i Солоноозерна ділянки), Миколаївська область (Тилигульський лиман), Запорізька область (басейн р. Великий Утлюк). В Україні чисельність виду незначна.

## Морфологічні ознаки
Тіло складається з 11 торакальних сегментів, кожний несе пару листоподібних ніжок. Другі антени двосегментні, непалочичкоподібного бокового утвору на кінці першого сегмента. У самок в дистальній частині по внутрішньому краю антени мають округлі вирости. Церкоподи у обох статей довгі, по краях опушені волосками.

## Особливості біології
Мешканець весняних прісних калюж та постійних мезо- та полігалійних ставків (8-25‰).

## Загрози та охорона
Загрозами є знищення водойм у зв'язку із сільськогосподарським розвитком, зміна гідрологічних умов, урбанізація (у тому числі зведення дорожніх конструкцій і туризм у місцях знаходження виду).